# العلاقات الكورية الجنوبية الهايتية
العلاقات الكورية الجنوبية الهايتية هي العلاقات الثنائية التي تجمع بين كوريا الجنوبية وهايتي.

## مقارنة بين البلدين
هذه مقارنة عامة ومرجعية للدولتين:
| وجه المقارنة                                              | كوريا الجنوبية                                                          | هايتي                                |
| --------------------------------------------------------- | ----------------------------------------------------------------------- | ------------------------------------ |
| المساحة (كم2)                                             | 100.30 ألف                                                              | 27.75 ألف                            |
| عدد السكان (نسمة)                                         | 51.47 مليون                                                             | 10.98 مليون                          |
| الكثافة السكانية (ن./كم²)                                 | 513.16                                                                  | 395.68                               |
| العاصمة                                                   | سول                                                                     | بورت أو برانس                        |
| اللغة الرسمية                                             | اللغة الكورية                                                           | لغة فرنسية، اللغة الكريولية الهايتية |
| العملة                                                    | وون كوري جنوبي                                                          | جوردة هايتية                         |
| الناتج المحلي الإجمالي (بليون دولار)                      | 1.53 تريليون                                                            | 8.41 مليار                           |
| الناتج المحلي الإجمالي (تعادل القوة الشرائية) بليون دولار | 1.75 تريليون                                                            | 18.82 مليار                          |
| الناتج المحلي الإجمالي الاسمي للفرد دولار أمريكي          | 27.22 ألف                                                               | 818                                  |
| الناتج المحلي الإجمالي للفرد دولار أمريكي                 |                                                                         | 1.73 ألف                             |
| مؤشر التنمية البشرية                                      | 0.901                                                                   | 0.483                                |
| رمز المكالمات الدولي                                      | +82                                                                     | +509                                 |
| رمز الإنترنت                                              | .kr                                                                     | .ht                                  |
| المنطقة الزمنية                                           | توقيت كوريا الجنوبية، ت ع م+09:00، آسيا/سيول ‏، ت ع م+08:00، ت ع م+08:30 | 00                                   |

## منظمات دولية مشتركة
يشترك البلدان في عضوية مجموعة من المنظمات الدولية، منها:
| علم المنظمة | اسم المنظمة                               | تاريخ انضمام كوريا الجنوبية | تاريخ انضمام هايتي |
| ----------- | ----------------------------------------- | --------------------------- | ------------------ |
|             | مؤسسة التمويل الدولية                     | 16 مارس 1964                | 20 يوليو 1956      |
|             | منظمة حظر الأسلحة الكيميائية              | ?                           | ?                  |
|             | يونسكو                                    | 14 يونيو 1950               | 18 نوفمبر 1946     |
|             | الأمم المتحدة                             | 17 سبتمبر 1991              | 24 أكتوبر 1945     |
|             | منظمة الشرطة الجنائية الدولية             | ?                           | ?                  |
|             | البنك الدولي للإنشاء والتعمير             | 26 أغسطس 1955               | 8 سبتمبر 1953      |
|             | الاتحاد البريدي العالمي                   | ?                           | ?                  |
|             | مؤسسة التنمية الدولية                     | 18 مايو 1961                | 13 يونيو 1961      |
|             | منظمة التجارة العالمية                    | ?                           | ?                  |
|             | المركز الدولي لتسوية المنازعات الاستشارية | 23 مارس 1967                | 26 نوفمبر 2009     |
|             | وكالة ضمان الاستثمار متعدد الأطراف        | 12 أبريل 1988               | 11 ديسمبر 1996     |

## وصلات خارجية
- موقع وزارة الخارجية الكورية الجنوبية
- موقع وزارة الخارجية الهايتية